# Wijesinghe Sugathadasa Karunaratne

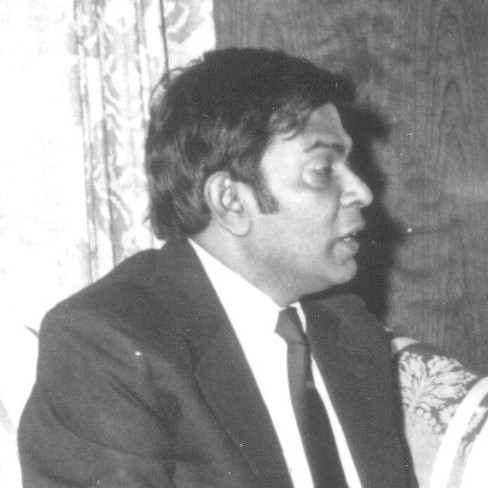
W.S.Karunaratna

Wijesinghe Sugathadasa Karunaratne ( geb. 24. Dezember 1928, Kandy, Britisch-Ceylon; † 1986, Colombo, Sri Lanka) war ein buddhistischer Gelehrter, der den Sri Lankern als „WS“ und in akademischen Kreisen als „The Don“ bekannt war.

## Leben

### Jugend
Karunaratne wurde am 24. Dezember 1928 in Katugastota, einem kleinen Dorf im Distrikt Kandy in Sri Lanka, geboren. Er war eines von neun Geschwistern und wuchs in sehr armen Verhältnissen auf. Die Familie zog oft um, da sein Vater, ein Polizist, während der britischen Kolonialherrschaft in Sri Lanka im ganzen Land eingesetzt wurde.
Karunaratne besuchte zunächst das Dharmaraja College, wechselte aber an andere Schulen, wenn sein Vater wieder versetzt wurde. Während seines Studiums am Ananda College (der von Col. Henry Steel Olcott gegründeten buddhistischen Schule) legte Karunaratne die Aufnahmeprüfung für die Universität ab, schloss mit der besten Note des Landes ab und gewann den renommierten Moulana-Preis. (Den Preis teilte er sich mit, Felix Dias Bandaranaike, welcher am Royal College seine Ausbildung erhalten hatte.)

## Bildung
Karunaratne begann 1948 sein Studium an der University of Ceylon, wo er zahlreiche Stipendien gewann und 1952 mit Auszeichnung einen Bachelor of Arts abschloss. Als sein Vater in jungen Jahren starb, fiel die Last des Familienunterhalts auf Karunaratne als zweitältesten Sohn. Während seiner Ausbildung arbeitete Karunaratne Teilzeit und schaffte es, die Familie zu ernähren und die Kinder in der Schule zu halten.
Karunaratnes Vater hatte gewollt, dass er in den öffentlichen Dienst von Ceylon (Ceylon Civil Service) eintrat, aber seine Professoren überredeten ihn, Assistenzdozent am Peradeniya-Campus der Universität (seit 1978: University of Peradeniya) in der Abteilung für Pali und buddhistische Zivilisation zu werden. 1954 heiratete Karunaratne eine seiner eigenen Studentinnen, Indumathi Gunatillake, die schließlich eine Expertin für tibetischen Buddhismus wurde und als stellvertretende Herausgeberin der Sri Lanka Encyclopedia of Buddhism wirkte. Bald nach ihrer Hochzeit zogen Karunaratne und seine Frau nach London, England, wo Karunaratne im Alter von 28 Jahren an der University of London mit einer Dissertation über „Die Theorie der Kausalität im frühen Buddhismus“ (The Theory of Causality in Early Buddhism) promovierte. Im selben Jahr wurde Karunaratne mit dem F.L. Woodward-Preis der School of Oriental and African Studies ausgezeichnet.

## Buddhist Studies
Zwölf Jahre später erwog die Abteilung für Pali und buddhistische Zivilisation die Gründung einer separaten Abteilung für buddhistische Philosophie. 1964 wurde Karunaratne zum ersten Professor gewählt. Er setzte sich gegen den Mitbewerber Reverend Dr. Walpola Rahula durch und wurde damit der jüngste Professor der Universität von Ceylon. Er gründete und entwickelte die neue Abteilung und lehrte bis 1973 am Peradeniya-Campus. Während seiner letzten Jahre in Peradeniya war er auch Dekan der Philosophischen Fakultät.
In den 1970er Jahren erlebte die Universität eine Umgestaltung, und die Fakultät für Geisteswissenschaften wurde auf den Vidyalankara-Campus in Kelaniya verlegt. Von 1973 bis 1978 war Professor Karunaratne weiterhin Dekan der Fakultät für Geisteswissenschaften in Vidyalankara und Lehrstuhlinhaber für buddhistische Philosophie. Darüber hinaus war er Mitglied des Verwaltungsrates der Universität von Sri Lanka.

## Diplomat
1978 lud Präsident Junius Richard Jayewardene Karunaratne ein, Sri Lankas Botschafter in den Vereinigten Staaten zu werden. Karunaratne nahm eine Auszeit von der Universität, um die Stelle in Washington, D.C. anzunehmen. Nach hervorragenden Leistungen als Botschafter in den Vereinigten Staaten sowie in Mexiko kehrte er als Dozent an den Vidyalankara Campus zurück, wo er bis zu seinem Tod 1986 lehrte.

## Politik
Abgesehen von seinen akademischen Leistungen war Karunaratne in ganz Sri Lanka für seine bemerkenswerte Fähigkeit bekannt, zu fast jedem beliebigen Thema öffentliche Reden zu halten. Er wurde auch als „Silberzunge Asiens“ bezeichnet. Er war bekannt für seinen Intellekt und sein einzigartiges Wissen und Gedächtnis des buddhistischen Kanons, des Tripitaka. Seine öffentlichen Reden dauerten oft zwei bis drei Stunden. Während Gelehrte ihn dazu drängten, sein tiefes philosophisches Wissen zu vertiefen, drängten ihn Politiker dazu, in ihrem Namen Reden zu halten, um größere Menschenmengen anzuziehen.
Nach der Revolution von 1956 beteiligte sich Karunaratne an der Politik. Er wurde ein Vertrauter des Staatsmannes Philip Gunawardena von der Mahajana Eksath Peramuna (MEP) (deutsch: Vereinigte Volksfront) und reiste durch das Land, um im Namen der MEP Reden zu halten. Bei den nationalen Wahlen im März 1960 kandidierte Karunaratne im Wahlkreis Kandy gegen E. L. Senanayake von der United National Party (UNP). Karunaratne verlor die Wahl mit wenigen hundert Stimmen und kehrte an die Universität zurück. 1970 überredete Dudley Shelton Senanayake Karunaratne, in Senanayakes Heimatwahlkreis für die UNP zu kandidieren, aber er verlor erneut knapp und kehrte in seinen akademischen Beruf zurück. 1978 nahm Karunaratne eine Einladung von J. R. Jayewardene an, Hauptsprecher der UNP zu werden. Er reiste durch das Land und hielt politische Reden, in denen er Jayewardene bei der Bildung der nächsten Regierung unterstützte. Der Wahlkampf war ein Erfolg und es wird allgemein angenommen, dass Karunaratne der Hauptarchitekt für den Erdrutschsieg der UNP war.

## Wissenschaft
Karunaratne sprach fließend Singhalesisch, Tamil und Englisch sowie die klassischen Sprachen Pali, Sanskrit und Latein. Er las auch Hindi, Französisch, Deutsch und Burmesisch. 1963 war er Gastprofessor in den USA und hielt als Fulbright-Stipendiat Vorlesungen an zahlreichen Universitäten. Zuvor lehrte er an der University of Yangon in Burma und an anderen höheren Bildungseinrichtungen in Thailand. Professor Karunaratne war in verschiedenen offiziellen Funktionen als Experte für vergleichende Religionswissenschaft viel unterwegs. Er verfasste Beiträge für Zeitungen, Zeitschriften und wissenschaftliche Publikationen zu unterschiedlichen Themen. Als eifriger Sammler seltener Bücher über den Buddhismus in verschiedenen Sprachen hatte er eine umfangreiche Bibliothek zusammengetragen. Nach seinem Tod im Jahr 1986 wurde seine Büchersammlung, darunter äußerst seltene und alte Manuskripte auf burmesischer und Pali-Sprache (einige auf Ola-Blättern geschrieben), von seiner Familie der Buddhistischen und Pali-Universität von Sri Lanka und anderen höheren Bildungseinrichtungen gespendet. Seine Witwe hat einige seiner Schriften zusammengestellt und fünf Bücher auf Singhalesisch und Englisch veröffentlicht: Buddhism, its Religion and philosophy, The Theory of Causality in Early Buddhism, The Way of the Lotus, Bauddha Dharshanaya saha Charanaya und Bauddha Adhyayana Shashthreeya Leekhana Sangrahaya.

## Galerie

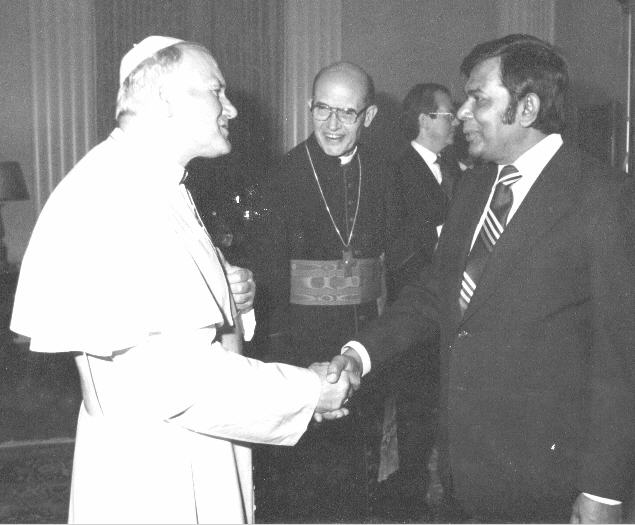
Treffen mit dem Papst Johannes Paul II.
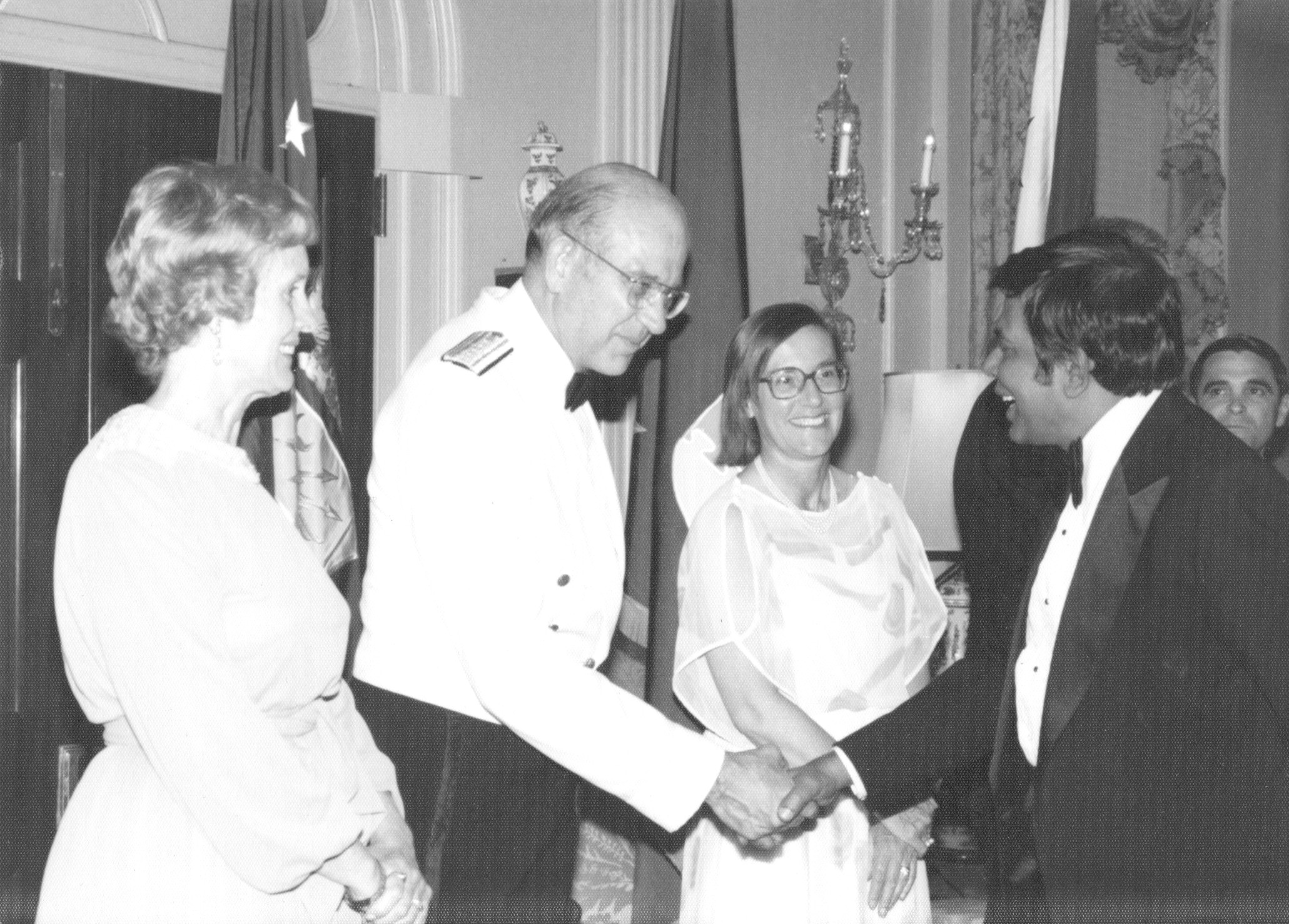
Besuch beim US-Militär
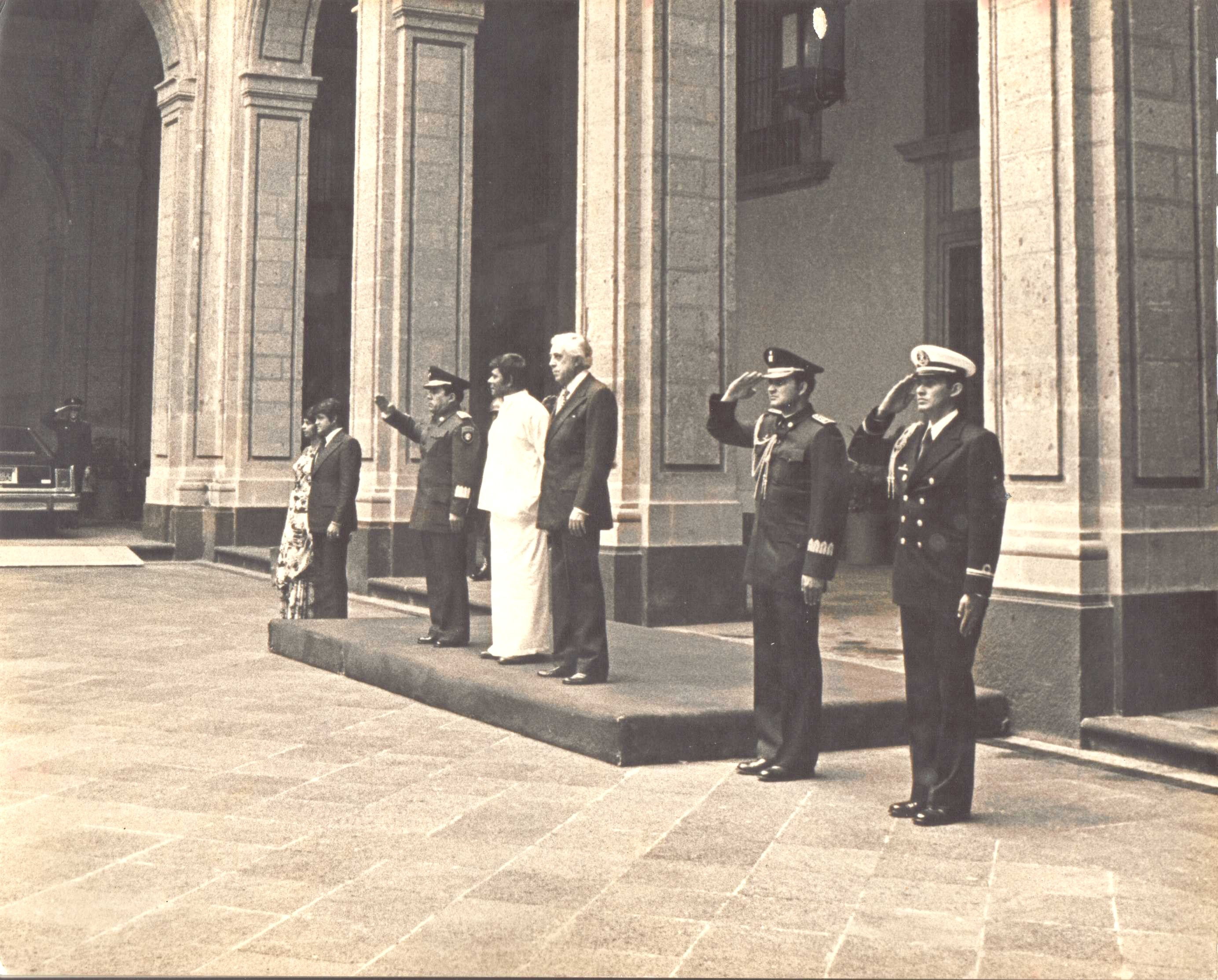
Ehrengarde vor dem mexikanischen Präsidentenpalast
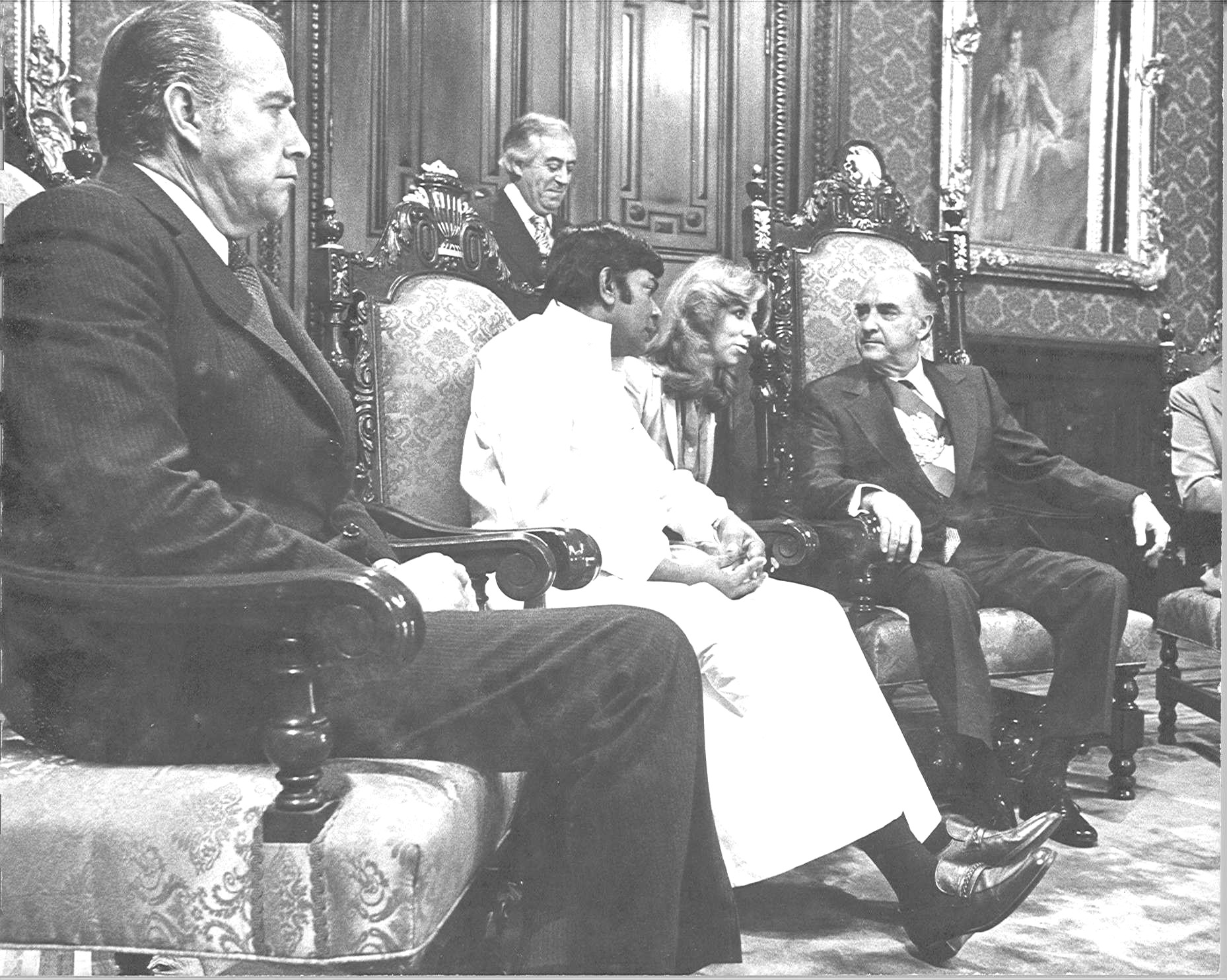
Treffen mit dem mexikanischen Präsidenten José López Portillo
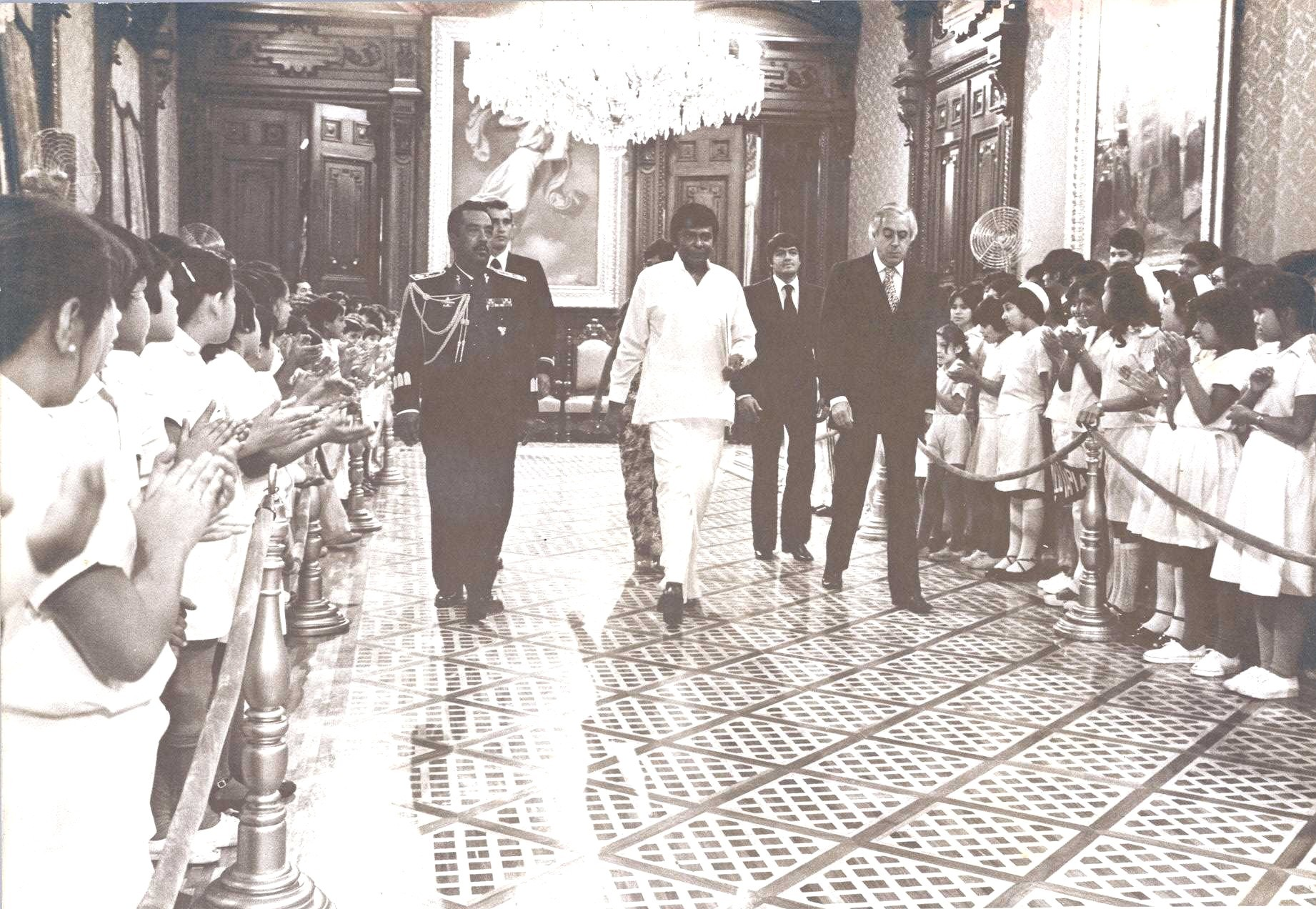
Begrüßung durch Schulkinder im mexikanischen Präsidentenpalast
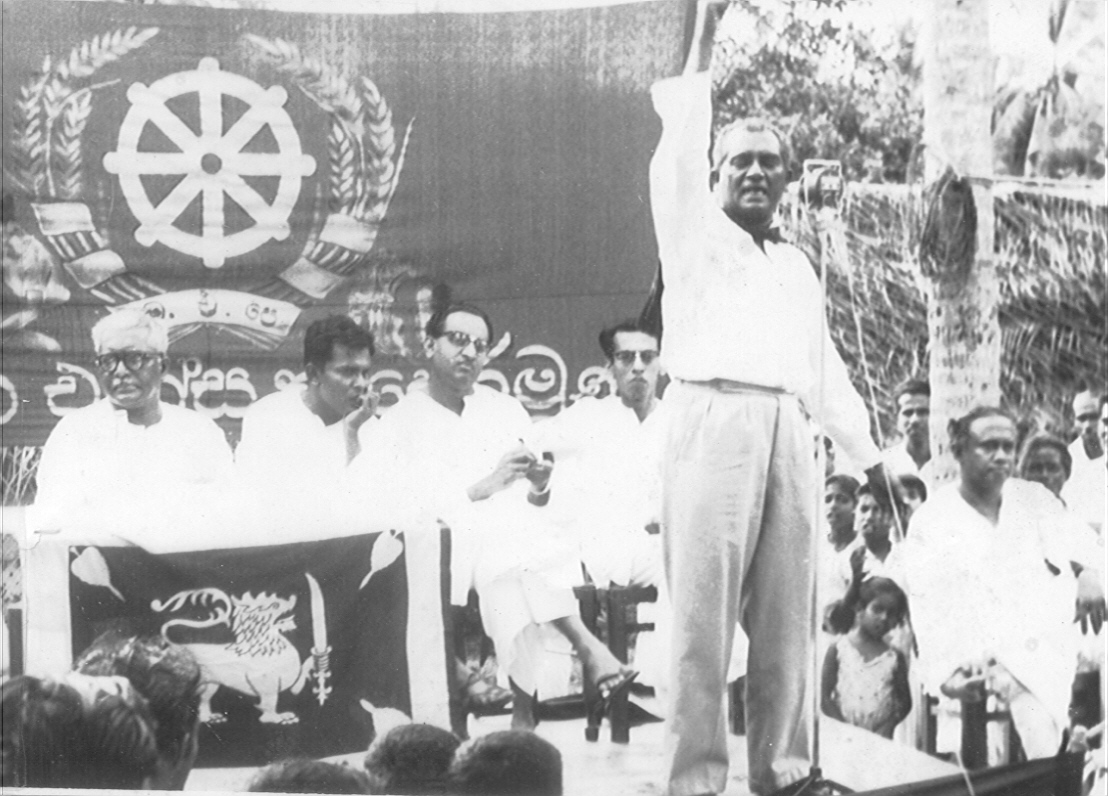
Wahlkampf der Peoples United Front (MEP) mit Robert Gunawardena
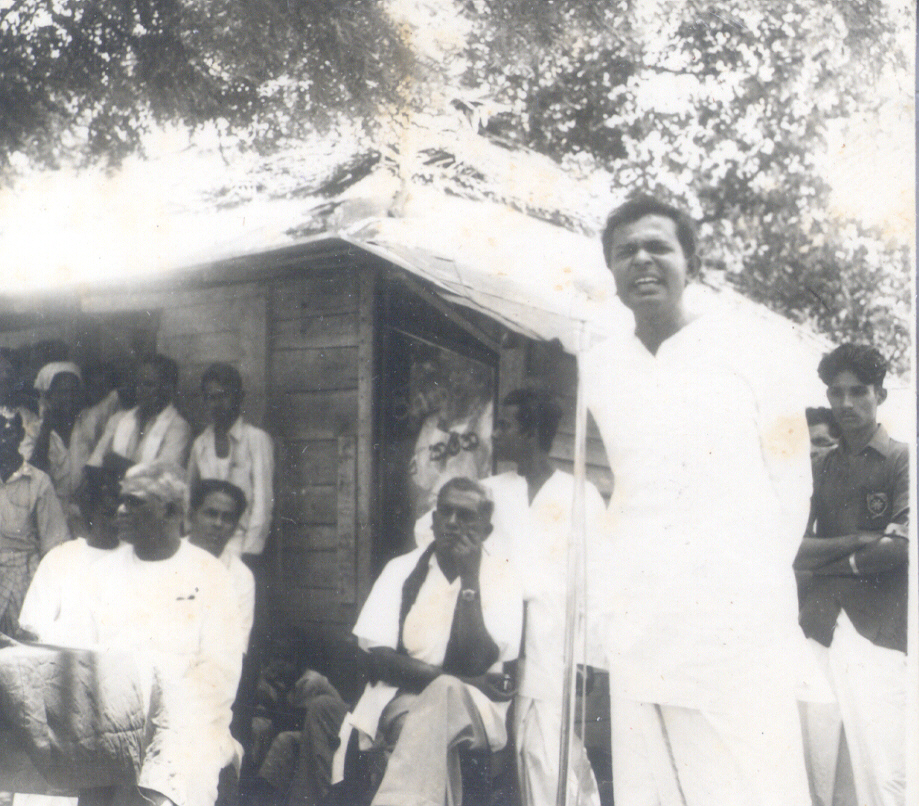
Ansprache vor Dorfbewohnern
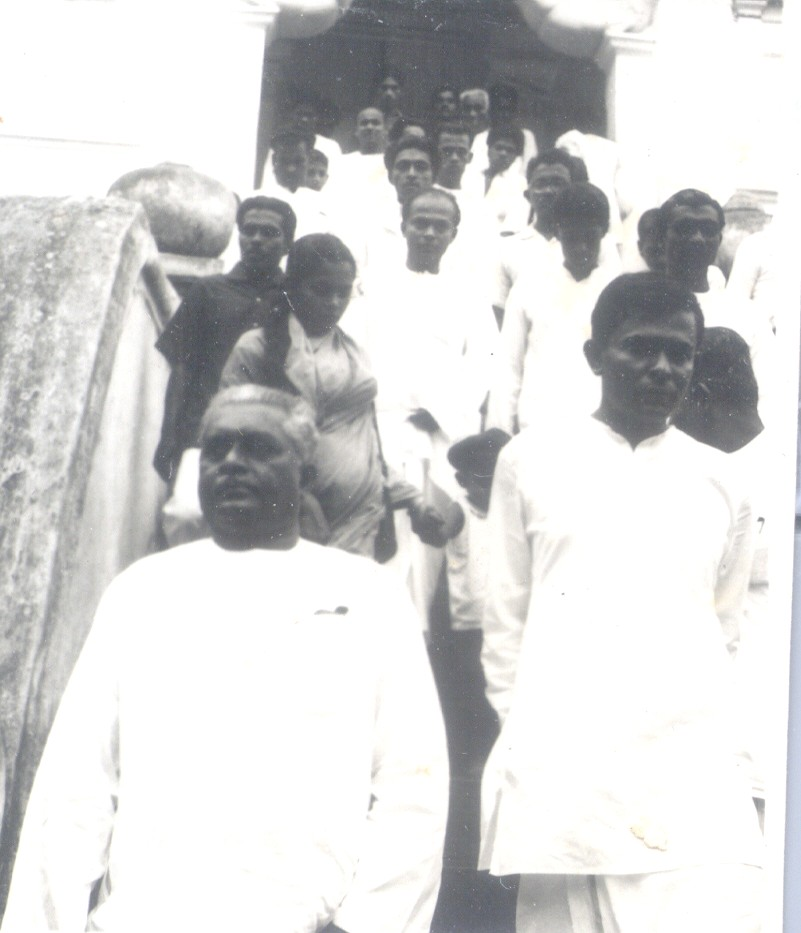
Wahlkampf mit Philip Gunawardena
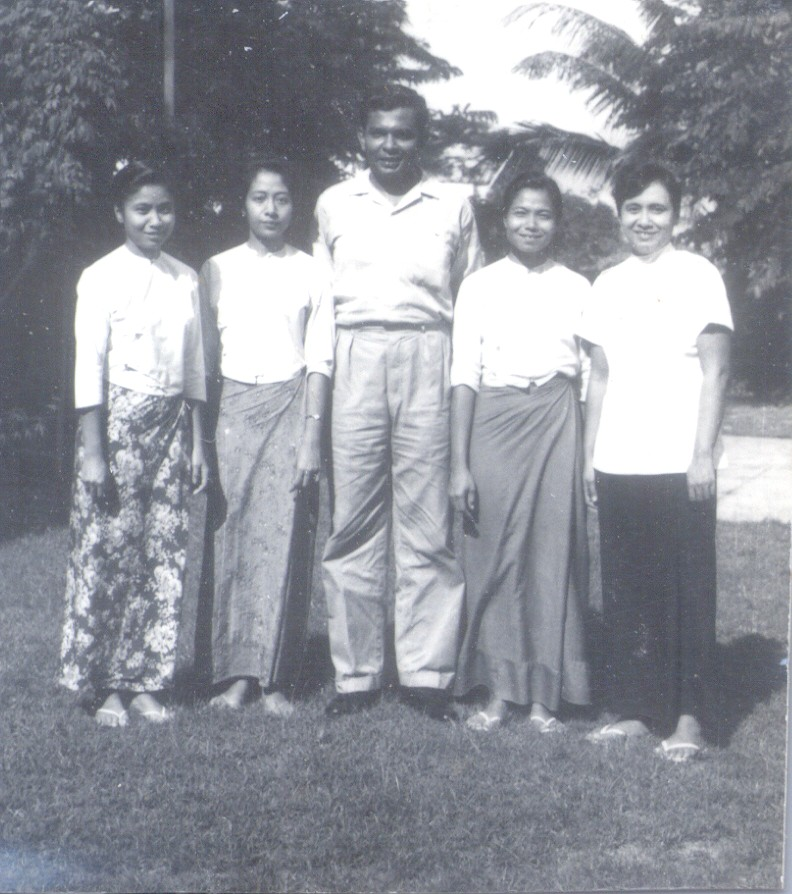
Mit Studenten der Rangoon University, Burma
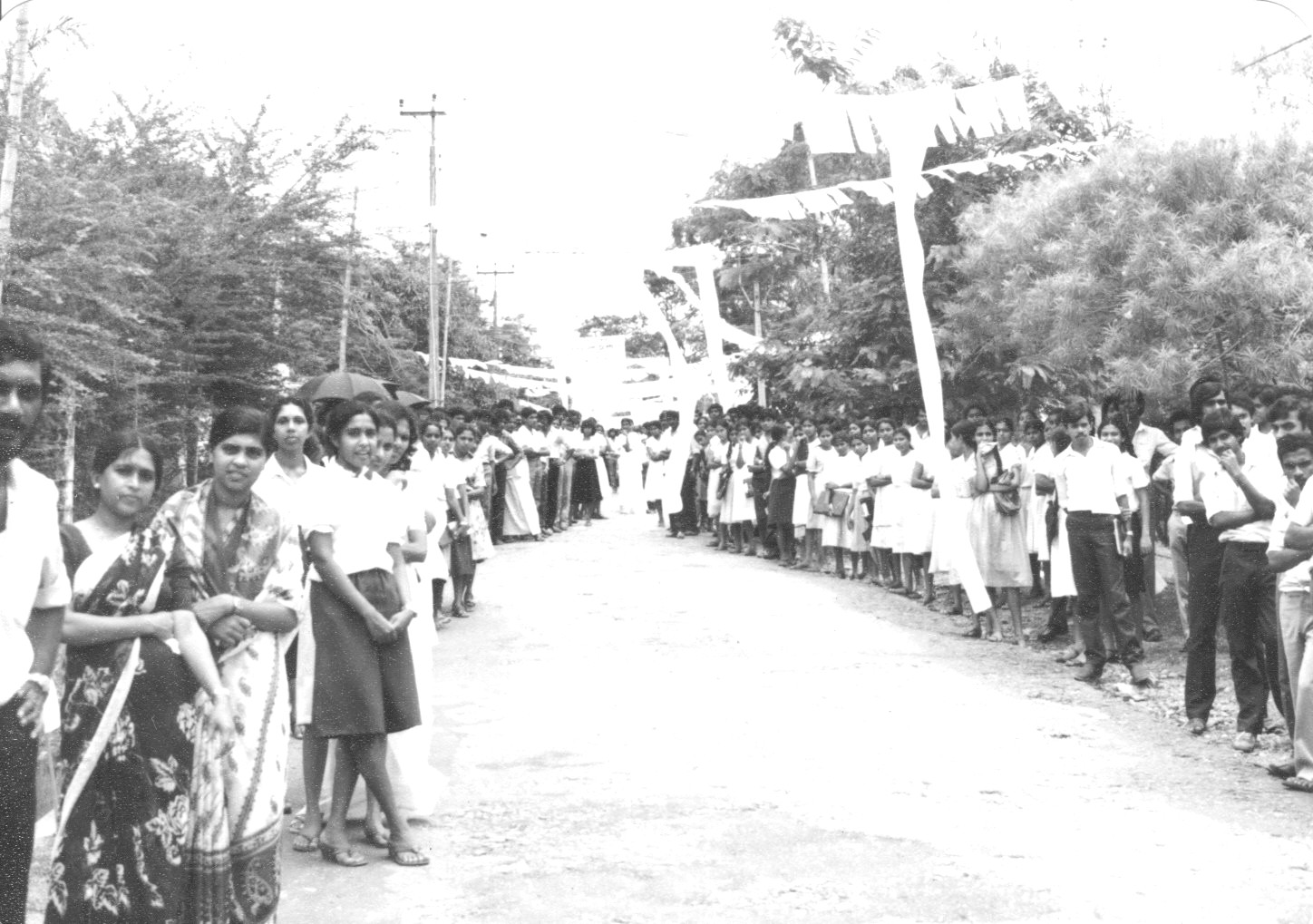
Studenten beim Abschied
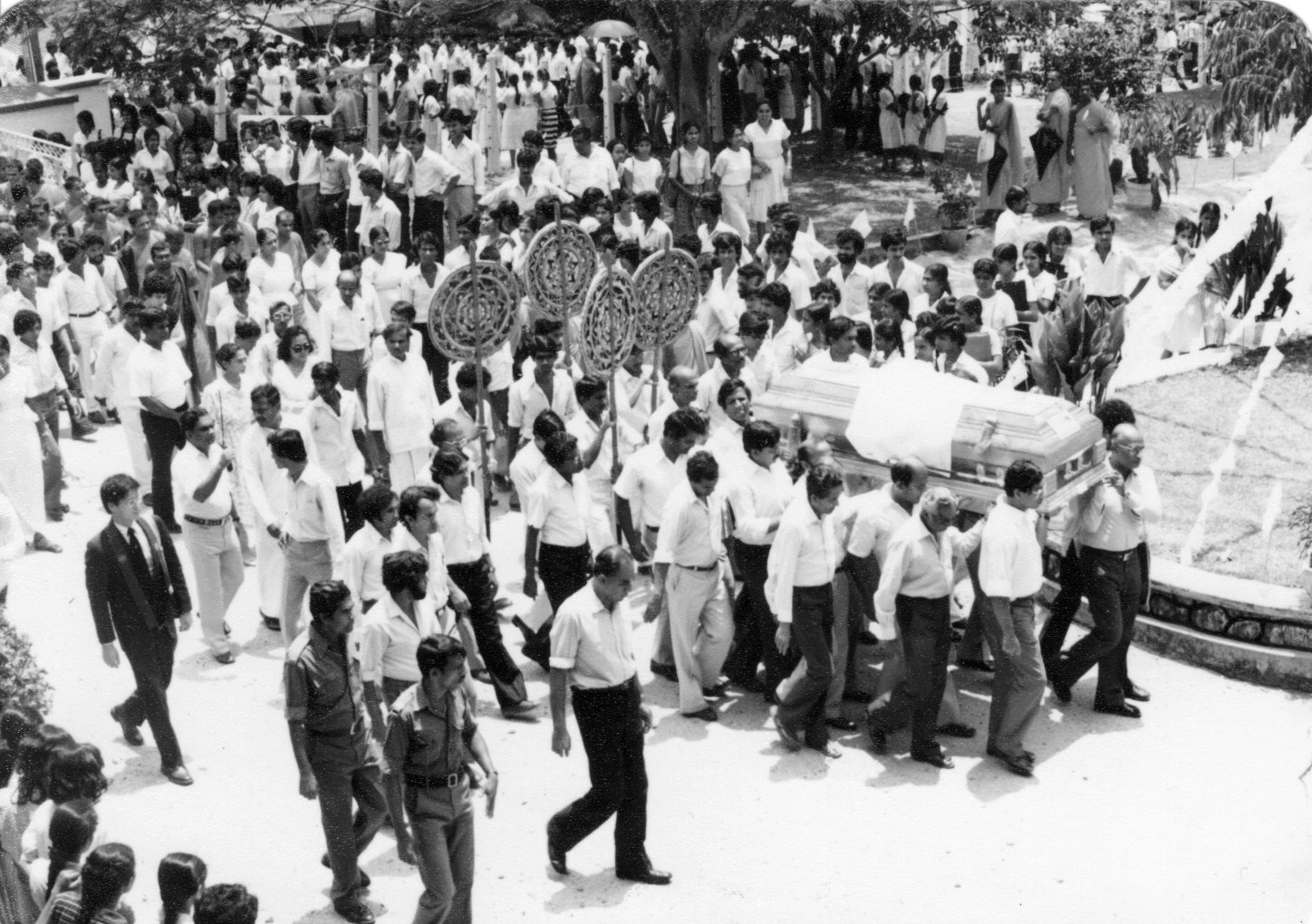
Begräbnisprozession
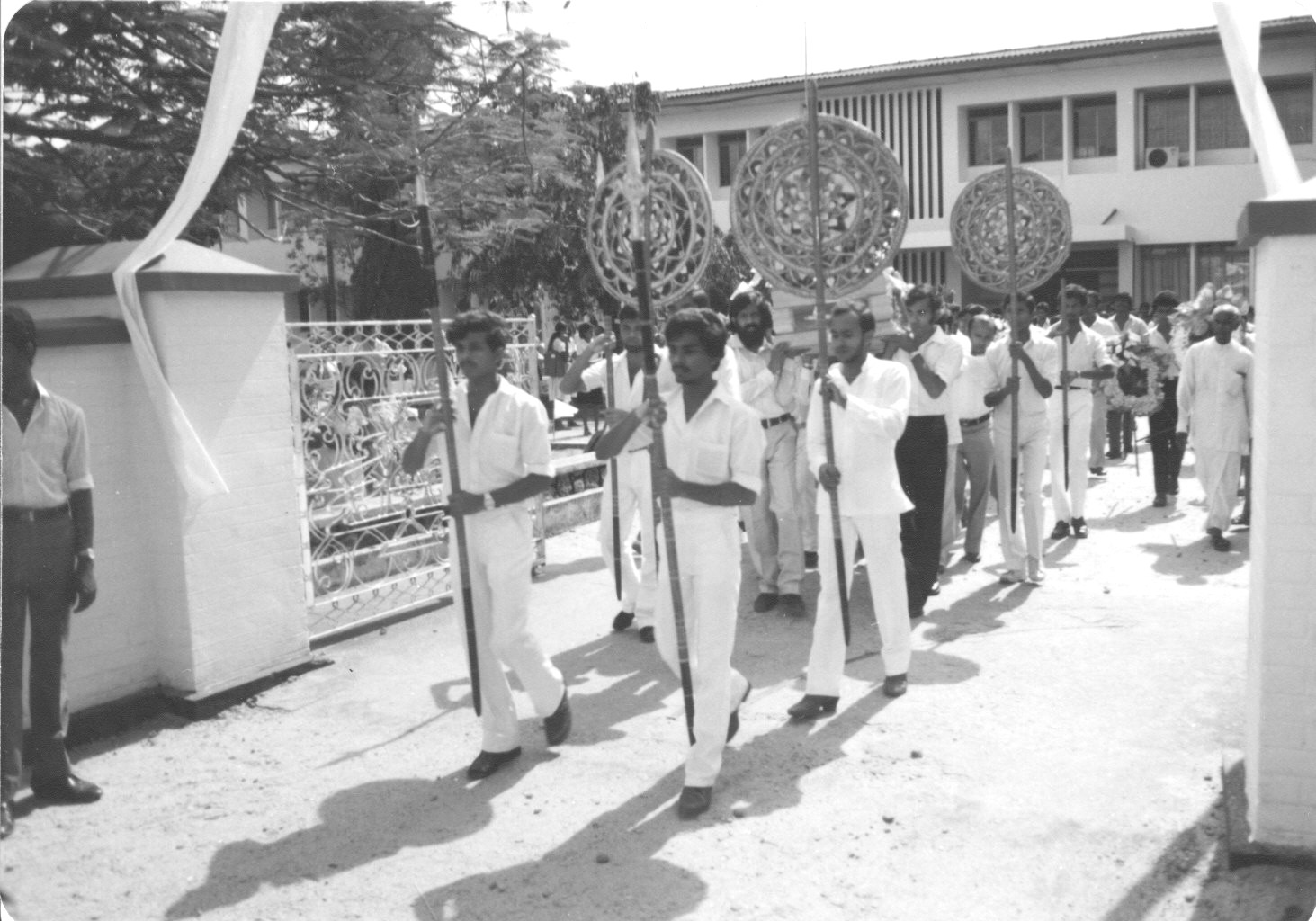
Staatstrauer
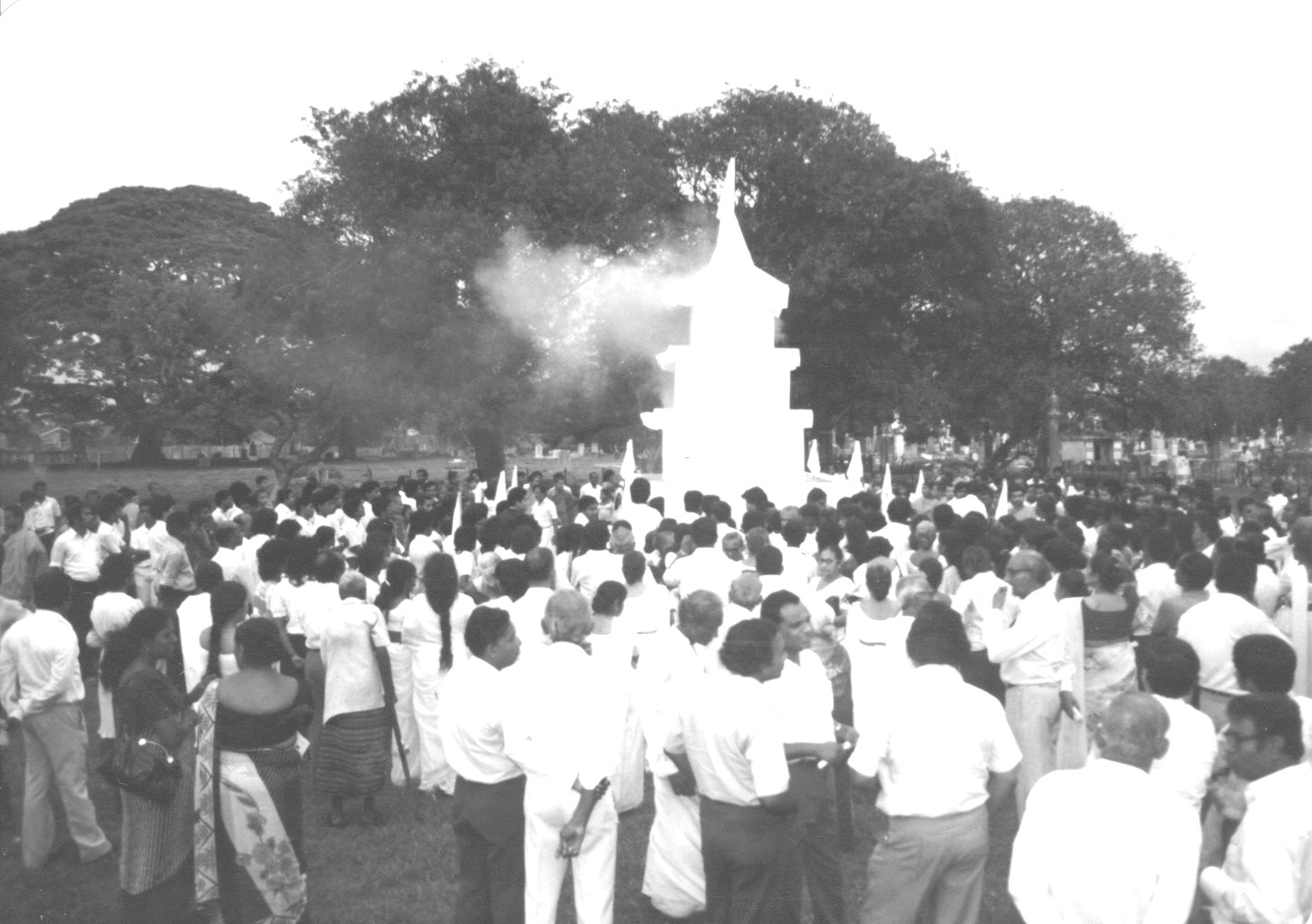
Scheiterhaufen

## Ansprachen
- Addressing members of the 8th Sri Lanka Parliament. youtube.com
- Sara Dharma', addressing Sri Lanka Central Bank staff. youtube.com